# Trox horiguchii
Trox horiguchii är en skalbaggsart som beskrevs av Teruo Ochi och Kawahara 2002. Trox horiguchii ingår i släktet Trox och familjen knotbaggar. Inga underarter finns listade i Catalogue of Life.